# Erebia nivalis
Erebia nivalis là một member of the Satyrinae phân họ Nymphalidae. Nó được tìm thấy ở khắp Anpơ of miền nam Áo with a remote population miền trung Thụy Sĩ.

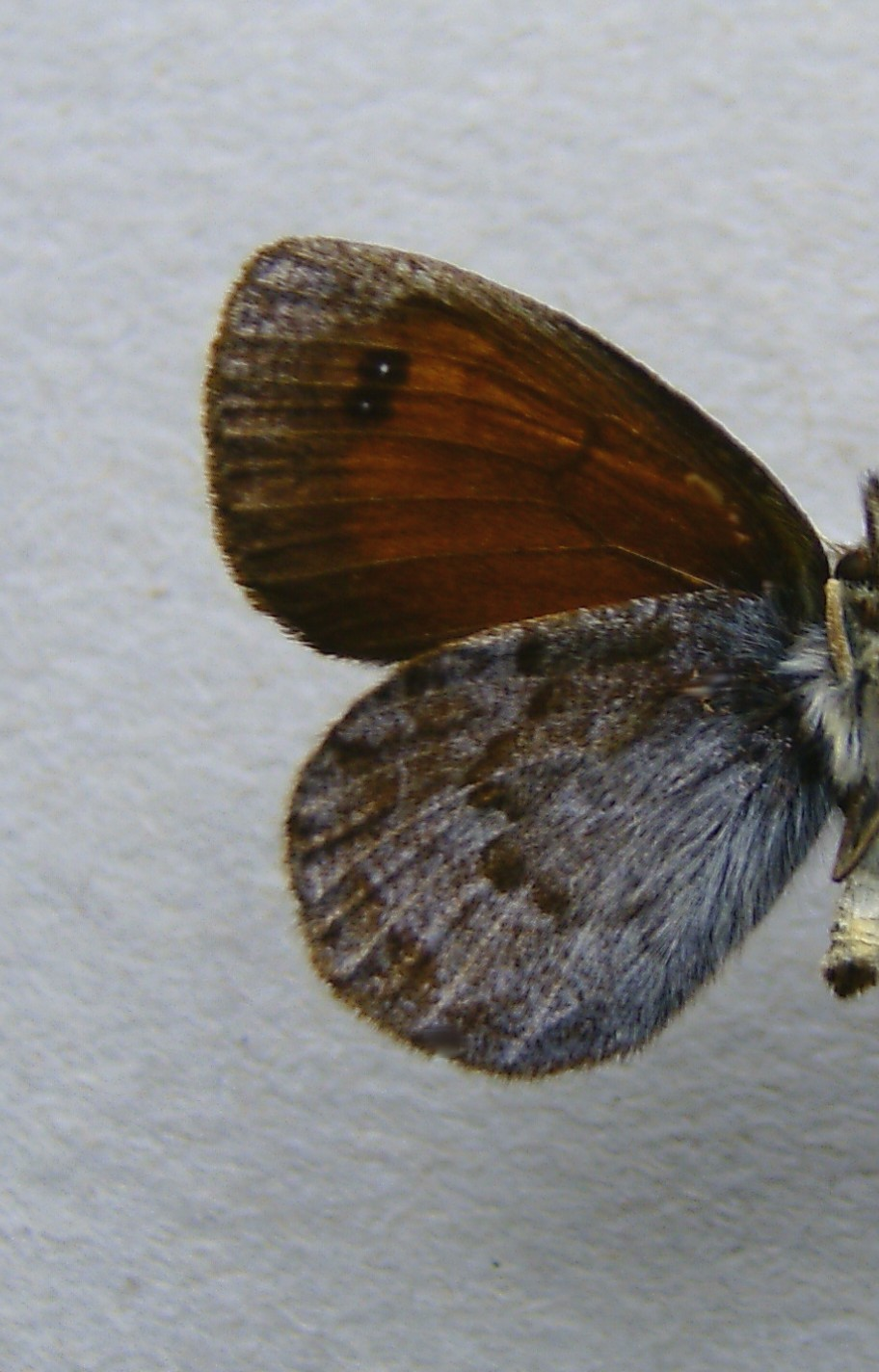
Underside

Sải cánh dài 34–36 mm. Con trưởng thành bay từ giữa tháng 7 to the beginning of tháng 8. Development takes two years.
Ấu trùng ăn các loài nhiều loại cỏ, but mainly Festuca.